# Aplocheilichthys vitschumbaensis
Aplocheilichthys vitschumbaensis är en fiskart som beskrevs av Ahl 1924. Aplocheilichthys vitschumbaensis ingår i släktet Aplocheilichthys och familjen Poeciliidae. IUCN kategoriserar arten globalt som livskraftig. Inga underarter finns listade i Catalogue of Life.